# 镍铁电池
镍铁电池是众多充电电池中的一种，它的阳极是氢氧化镍，阴极是铁，电解质(电解液)是氢氧化钾。这种电池的电压通常是1.2V。它很耐用，能够经受一定程度的使用事故（包括过度充电、过度放电、短路、过热），而且经受上述损害后仍能保持很长的寿命。它一般作为后备使用，因为它能够被持续充电而且储存大概20年后仍能工作。而它的缺点则是单位质量(体积)储存的电能少、不能很好的储存电能、在低温时性能低下以及与铅酸电池相比时所突显的高制造成本。这使得它已不怎么被人使用了。
这类电池之所以能够经受频繁充放电，是由于电解液中的反应物溶解度很低。在充电过程中，由于四氧化三铁的低溶解度造成铁离子的形成十分缓慢。这既是好事，也是坏事。好事是因为铁晶体缓慢地形成可以很好地保护电极，而坏事则是它限制了电池的性能，使得这类电池充电慢，放电也慢。

## 应用
许多铁路车辆使用镍铁电池。一些例子有伦敦地铁电动火车和纽约城际地铁-R62A等。
该技术的不连接电网的应用中已重新流行，每天充电使其成为适用技术。

## 续航力
这些电池的频繁冲电放电循环的生存能力强，是由于在电解质中的反应物的溶解度很低。金属铁的充电过程中的形成慢是因为氢氧化亚铁的溶解度低。当缓慢形成的铁结晶保存了电极，但它也限制了高速率性能：这些电池充电缓慢，并且仅能够放电缓慢。镍铁电池不应该从一个恒压源充电，因为它们可以通过热失控而损坏；当电池放气开始和升高温度时，电池内部的电压下降，从而增加了电流，因而进一步增加放气和升高温度。

## 电化学
在正极板的半电池反应是：
2 NiOOH + 2 H2O + 2 e− ↔ 2 Ni(OH)2 + 2 OH−
以及在负极板：
Fe + 2 OH− ↔  Fe(OH)2 + 2 e−
(放电从左向右阅读，充电是从右到左阅读。)
开路电压为1.4伏特，放电时下降到1.2伏特。

## 历史
镍铁电池由爱迪生在1901年发明，当时被用作电动汽车的能源，比如底特律电动车。镍铁电池与镍镉电池相比，最大的优势是价格低廉，但由于这类电池充电效率低，以及后来制氢技术的大发展，镍铁电池技术逐渐衰落。
爱迪生在1903年到1940年间制造这些电池，为公司带来了可观的利润。使爱迪生失望的是，没有人接受用他的电池来启动内燃机，而上述的电动汽车在引进这些电池的几年后就停产了。最后，这种电池只是在铁路信号发送及备用电源方面得到广泛的应用。

## 参看
- 镍锌电池（英语：Nickel–zinc battery）